# Oeste (sub-região)
O Oeste, também conhecida como Região do Oeste, é uma NUTIII portuguesa situada no centro-oeste do país, pertencendo à NUTII do Oeste e Vale do Tejo. Tem uma extensão total de 2.220 km2, 363.551 habitantes em 2021 e uma densidade populacional de 164 habitantes por km2.
Está composta por 12 municípios e 89 freguesias, sendo a cidade das Caldas da Rainha a cidade administrativa e um dos principais núcleos urbanos. Com 30.443 habitantes na sua área urbana e 50.898 habitantes em todo o município, é a maior cidade e o terceiro maior município, a seguir de Torres Vedras com 83.130 habitantes e Alcobaça com 54.981 em todo o município, sendo contínua à Área Metropolitana de Lisboa a sul, a leste com a Lezíria do Tejo, a norte com a Região de Leiria e a oeste com o Oceano Atlântico.

## Municípios
Compreende 12 municípios:
- Alcobaça
- Alenquer
- Arruda dos Vinhos
- Bombarral
- Cadaval
- Caldas da Rainha
- Lourinhã
- Nazaré
- Óbidos
- Peniche
- Sobral de Monte Agraço
- Torres Vedras

Estes municípios formam por sua vez a Comunidade Intermunicipal do Oeste.
A região Oeste caracteriza-se por uma influência costeira e rural. Como assuntos de especial interesse destacam-se a hortofruticultura, nomeadamente a Pera-rocha do Oeste, a Maçã de Alcobaça e a Ginja de Óbidos e Alcobaça. O surf, as praias, o património monumental e a geologia fazem do turismo uma importante actividade económica da região.